# Pauselijke Raad voor de Sociale Communicatiemiddelen

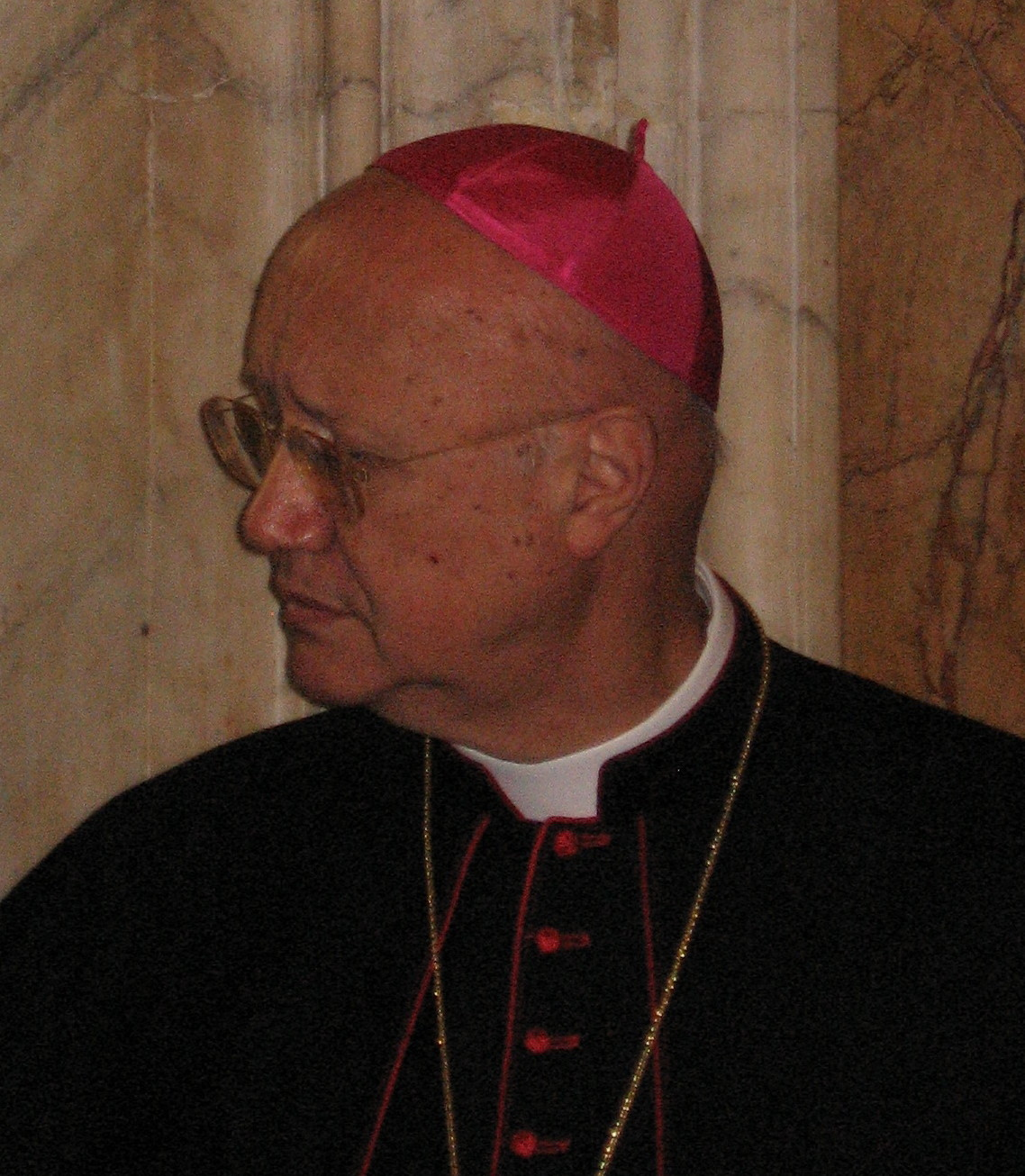
Claudio Maria Celli, president van de Raad

De Pauselijke Raad voor Sociale Communicatiemiddelen (Latijn: Pontificium Consilium de Communicationibus Socialibus) was een instelling van de Romeinse Curie. 
De instelling werd door paus Johannes Paulus II opgericht middels de apostolische constitutie Pastor Bonus uit 1988. Hoewel bij deze voorzien van een nieuwe naam en een nieuwe taakstelling, was de Raad niet geheel nieuw. Al in 1948 had paus Pius XII voorzien in de oprichting van een Pauselijke Commissie voor de Kerkelijke Beoordeling van Films over Religieuze of Morele Onderwerpen. Paus Paulus VI had in 1964, met het motu proprio In Fructibus Multis een Commissie ingesteld die zich met de sociale communicatiemiddelen moest bezighouden. De Raad voor Sociale Communicatiemiddelen is in zekere zin een voortzetting van deze Commissie.
Tot de taken van de Raad behoren, volgens Pastor Bonus:
 Art. 169 - § 1. De Raad buigt zich over vragen die de sociale communicatiemiddelen betreffen, dat met zijn advies daarmee ook de heilsboodschap en de menselijke vooruitgang met het oog op het bevorderen van de burgerlijke cultuur en de burgerlijke zeden worden verder komen. § 2. Bij de uitoefening van zijn taken gaat hij nauw verbonden met het Staatssecretariaat voort.
 Art. 170 - § 1. De raad buigt zich over de bijzondere taak om de inzet van de Kerk en van de Christengelovigen in de veelvuldige middelen van sociale communicatie op de juiste tijd en aangepast te verzorgen en te onderhouden; en biedt hulp, dat zowel tijdschriften en andere geschreven periodieken, als cinematografische uitvoeringen, alsook radio- als televisie- uitzendingen meer en meer met de menselijke en de christelijke geest worden doordrongen. § 2. Met bijzondere zorg volgt hij de katholieke tijdschriften, de geschreven periodieken, de radiofonische en de televisie-stations, opdat zij inderdaad aan hun eigen aard en taak beantwoorden, en vooral de leer van de Kerk, zoals die door het Leergezag wordt voorgehouden, verspreiden, en religieuze berichten correct en trouw verspreiden. § 3. Zij bevordert de contacten met de katholieke verenigingen, die op het gebied van de sociale communicatie werkzaam zijn. § 4. Hij zorgt ervoor, dat het christelijke volk, vooral bij gelegenheid van de viering van 'de dag van de sociale communicatie', zich bewust wordt van zijn opdracht, die ieder voor zich toekomt, zich in te spannen, dat instrumenten van deze aard voor de pastorale zending van de Kerk aanwezig zijn.
Op 27 juni 2015 werd de Raad geplaatst onder de jurisdictie van het Secretariaat voor Communicatie. In maart 2016 werd hij als zelfstandig orgaan opgeheven.

## Presidenten van de Raad
| Periode   | Naam                    |
| --------- | ----------------------- |
| 1948–1971 | Martin John O'Connor    |
| 1971–1973 | Edward Louis Heston CSC |
| 1973–1984 | Andrzej Maria Deskur    |
| 1984–2007 | John Patrick Foley      |
| 2007-2016 | Claudio Maria Celli     |